# Ardeutica melidora
Ardeutica melidora es una especie de polilla de la familia Tortricidae. Se encuentra en Cuba y en las islas Vírgenes Británicas.